# Pholiote du peuplier
Cyclocybe aegerita
Espèce
La Pholiote du peuplier (aussi appelée Pibolade, de pibol, peuplier en occitan dans le Midi de la France et Peupline en Bourgogne), Cyclocybe aegerita, anciennement Agrocybe cylindracea, est un champignon comestible du genre Cyclocybe, de la famille des Strophariaceae. À la suite d'études moléculaires, Vizzini a transféré en 2014 la Pholiote du peuplier du genre Agrocybe dans le genre Cyclocybe. La pholiote des peupliers a un chapeau charnu, d'abord bombé puis plat, lisse, soyeux et de couleur très claire, bien qu'étant parfois brun fauve quand le champignon est très jeune. Le pied est ferme, fibreux et plein. Il porte anneau membraneux blanc, persistant. Les lamelles sont serrées, de couleur brun-bistre, et laissent une sporée brun sale faite de spores elliptiques d'environ une dizaine de micromètres dans leur plus grande dimension.
La Pholiote des peupliers pousse en touffes, au pied des arbres et sur le bois mort, en particulier les peupliers mais aussi d'autres feuillus. Les fructifications apparaissent en automne, plus particulièrement dans le Midi de la France, où il est traditionnellement cultivé de façon artisanale sur des rondelles de bois de peuplier de quelques centimètres d'épaisseur.

## Synonymes
- Agaricus aegerita V. Brig. [as aegirita], in Briganti & Briganti, Hist. fung. Neapol. (Neapoli): 65, tab. 32-33 (1837)
- Pholiota aegerita (V. Brig.) Quél., Mém. Soc. Émul. Montbéliard, Sér. 2 5: 164 (1872)
- Agrocybe aegerita (V. Brig.) Singer, Lilloa 22: 493 (1951) var. aegerita
- Agrocybe aegerita (V. Brig.) Singer, Lilloa 22: 493 (1951)[3]

## Description
Chapeau brun à blanchâtre. Lames serrées, adnées à subdécurrentes, beige pâle puis brunâtres. Pied pâle puis ocracé roussâtre. Anneau ample. Chair blanchâtre.

## Habitat
En touffes, sur souches ou troncs de peupliers (Populus) et autres Salicaceae (Saules, etc) morts ou mourants.

## Confusion
Il ne faut pas la confondre avec d'autres champignons lignivores du peuplier, comme par exemple Hemipholiota populnea.

## Comestibilité
Très bon comestible.

## Galerie

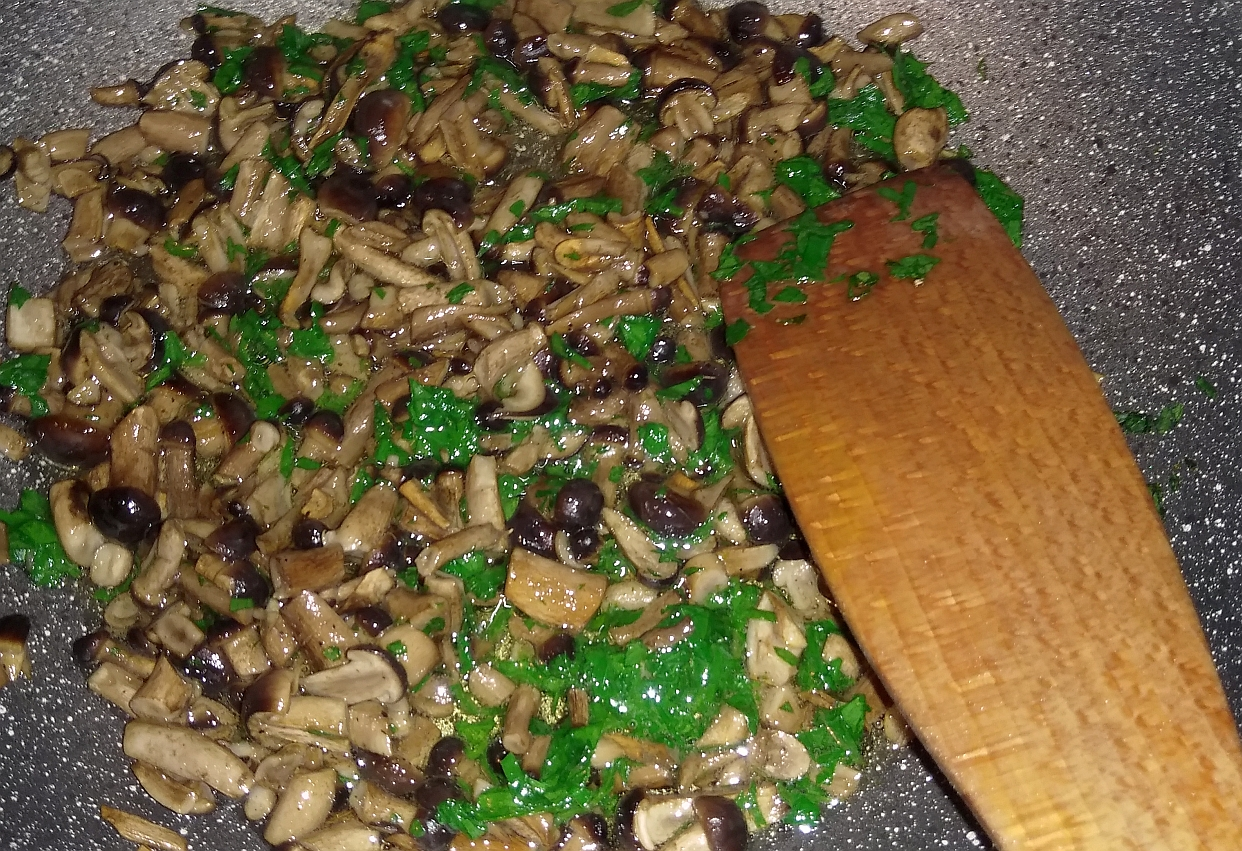
Peuplines persillées
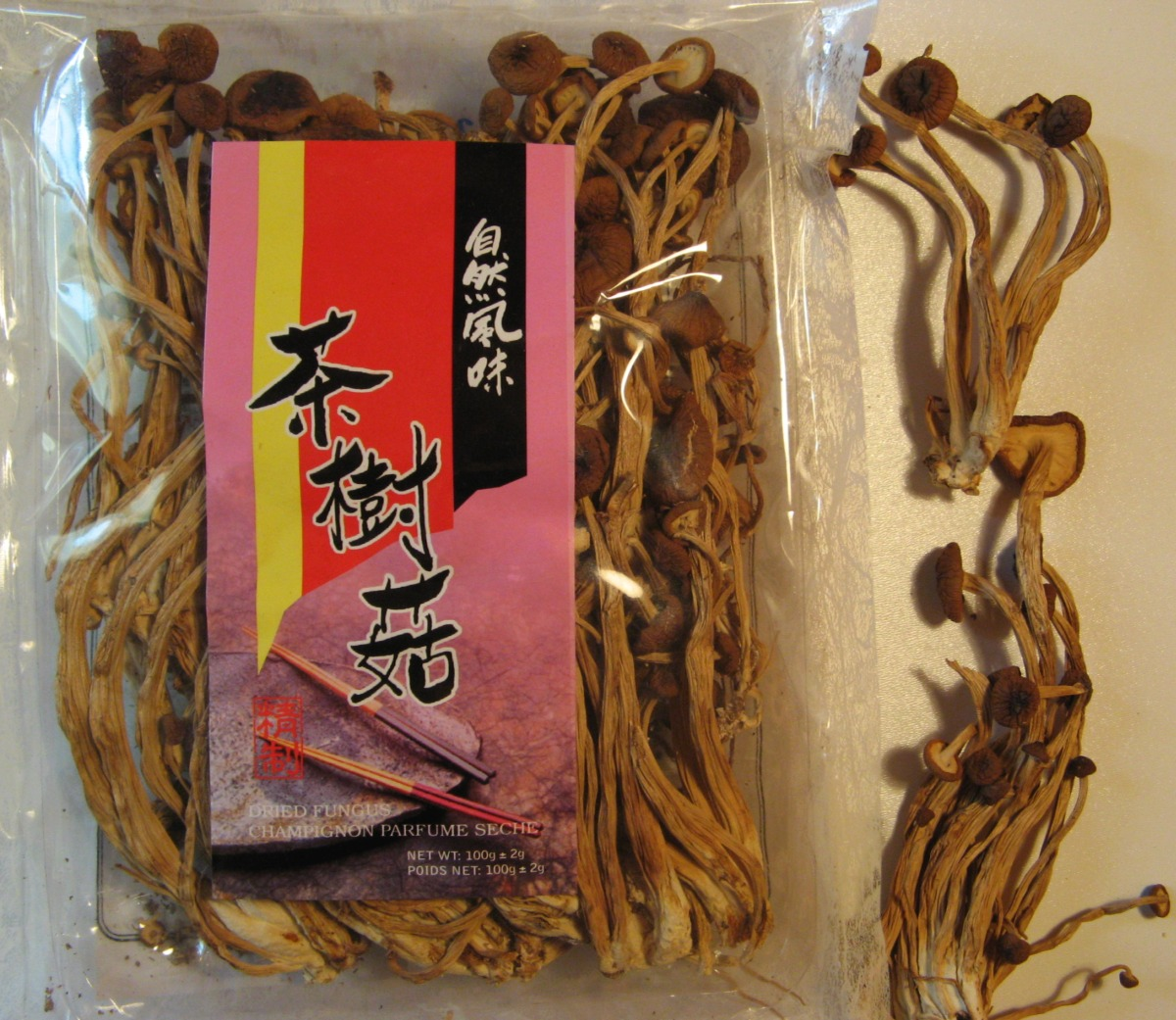
Peuplines séchées
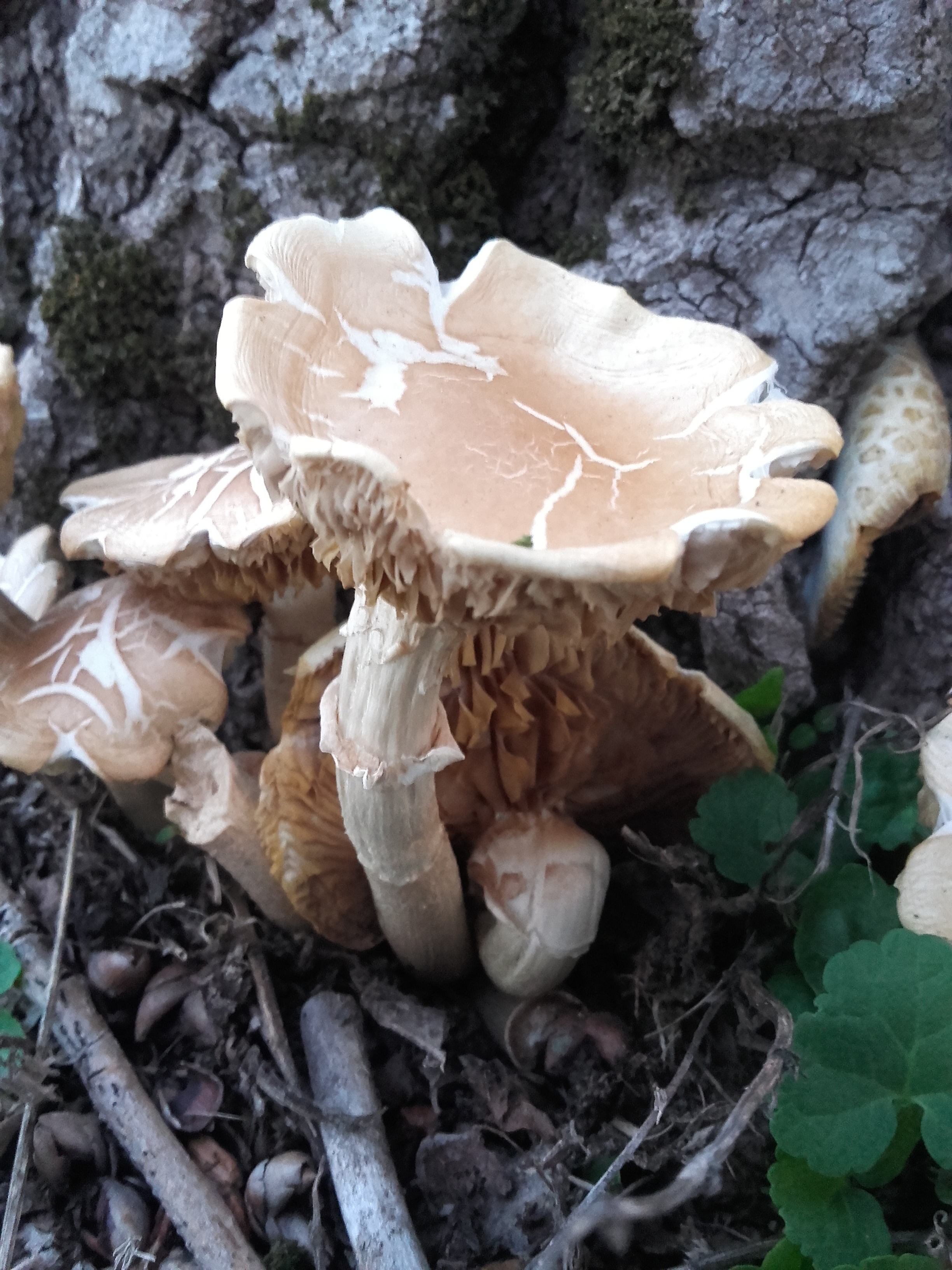
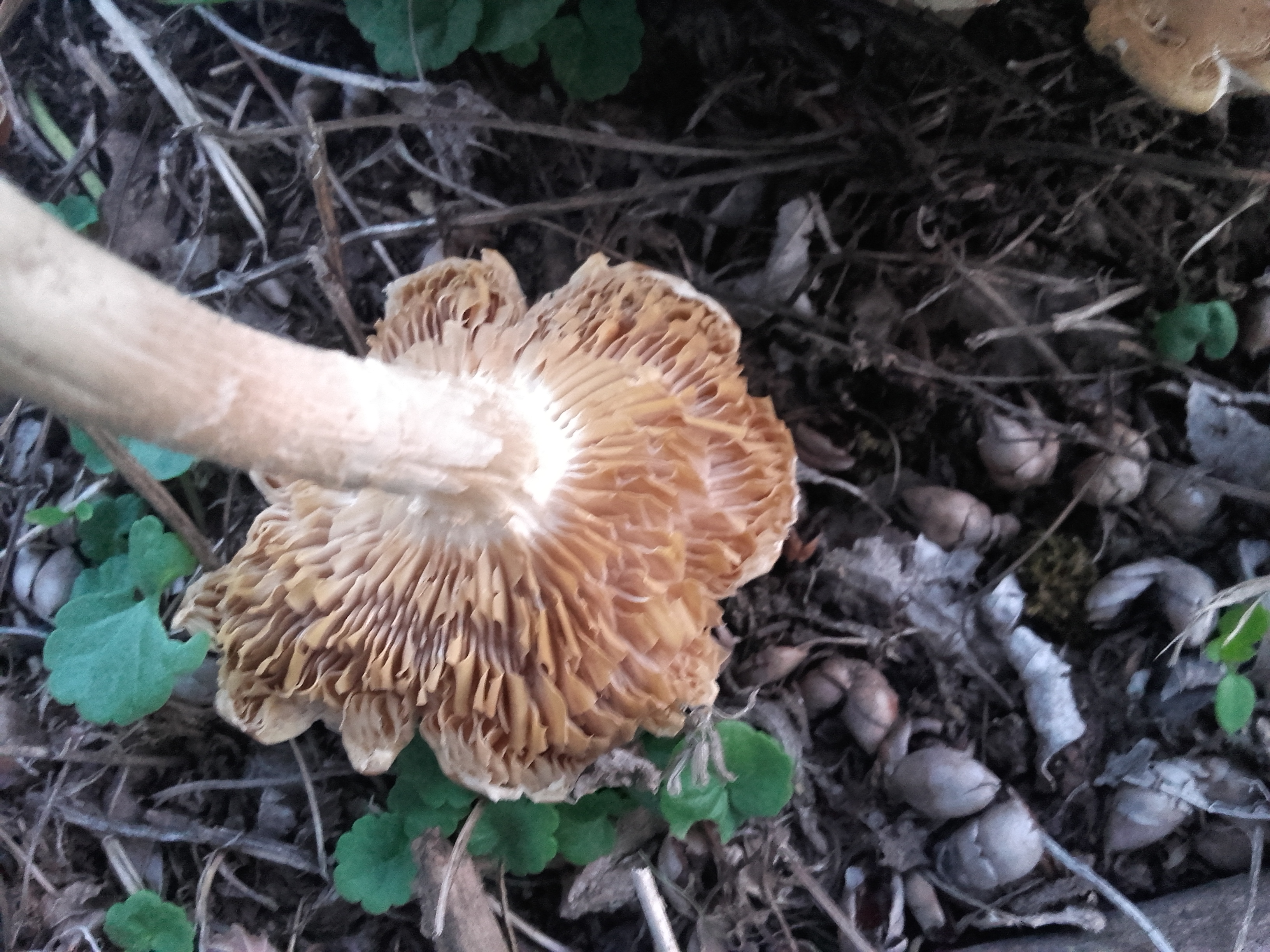
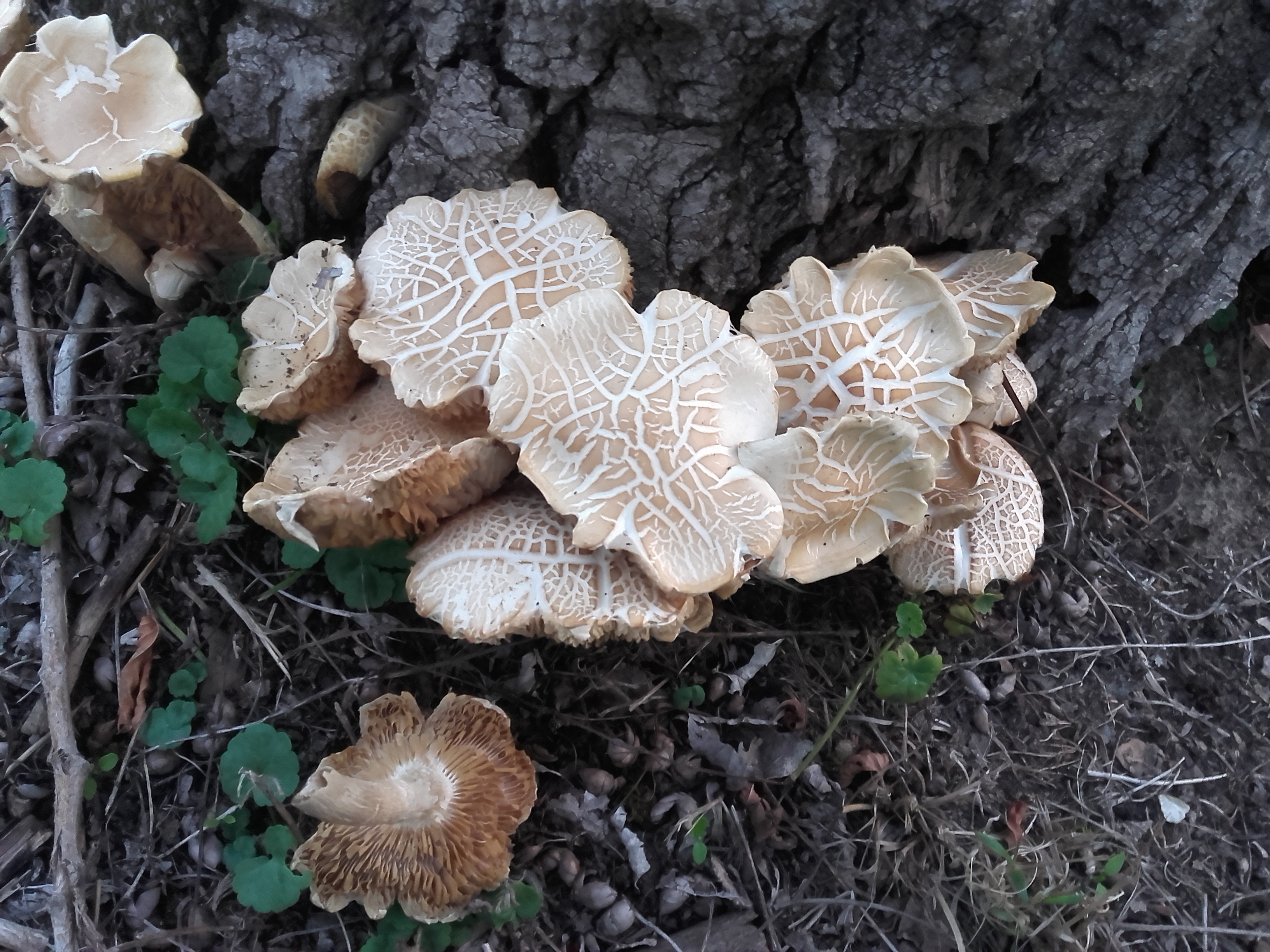
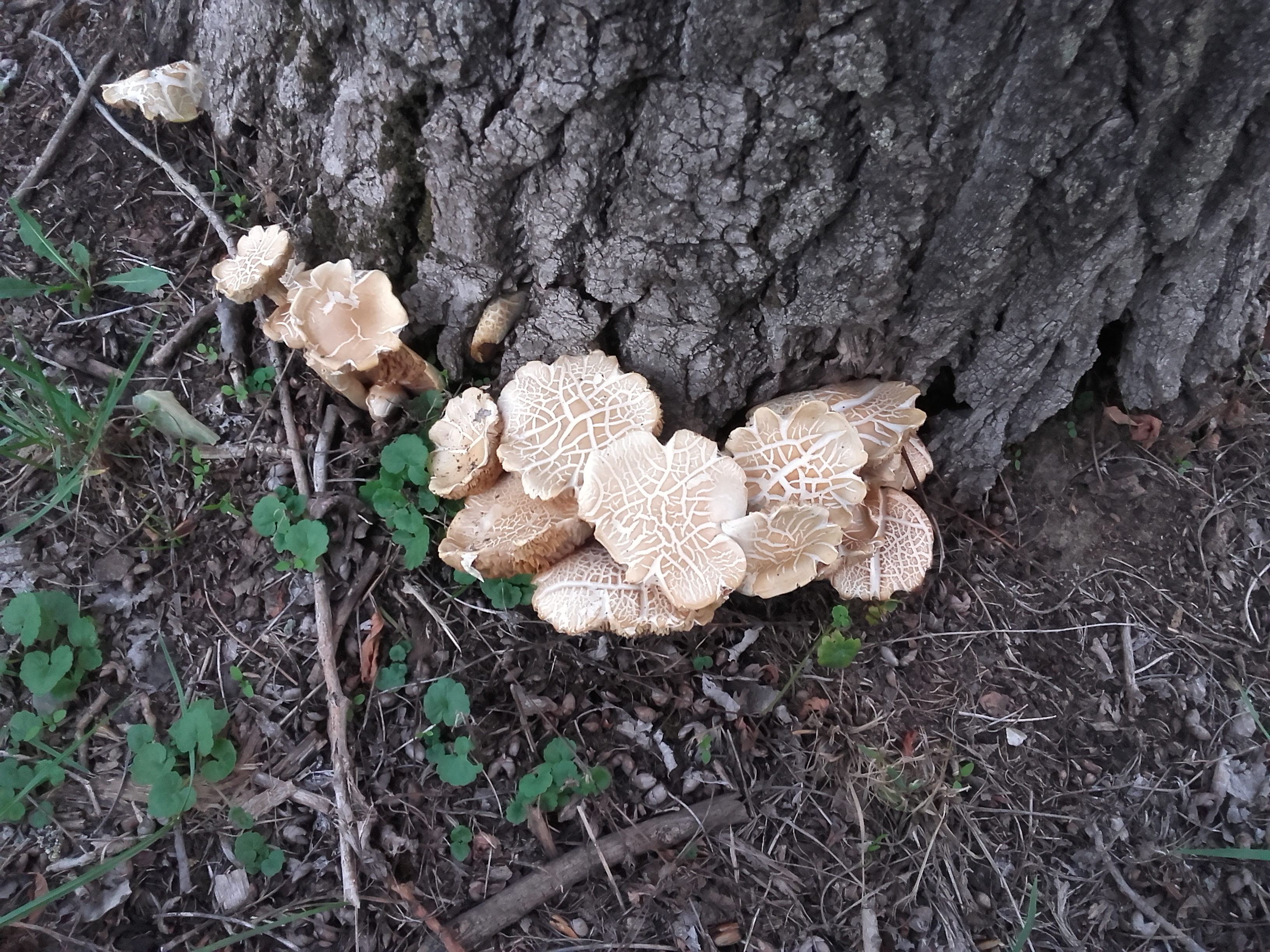